# Ertveldplas
De Ertveldplas is een meer in 's-Hertogenbosch, in de Nederlandse provincie Noord-Brabant. 
Het meer is van oorsprong een zandwinplas. Aan de oostkant wordt het gevoed door de Dieze. Aan de westkant stroomt het water via de Gekanaliseerde Dieze richting de Maas.
De plas is aangelegd ten behoeve van de woonwijk Boschveld. Deze weg en het spoor liggen wat hoger dan het omliggende landschap. Door een doorgang te baggeren naar een oude kolk is aan de noordkant van de plas de Viking jachthaven ontstaan. Aan de zuidkant bevinden zich de Industriehaven en de Brabanthallen.